# Duliophyle incongrua
Duliophyle incongrua är en fjärilsart som beskrevs av Sterneck 1928. Duliophyle incongrua ingår i släktet Duliophyle och familjen mätare. Inga underarter finns listade i Catalogue of Life.